# جيرالد ماير روبين
جيرالد ماير روبين (بالإنجليزية: Gerald M. Rubin) (و. 1950  م) هو عالم التقانة الحيوية، وعالم وراثة، وعالم أحياء جزيئية، وأستاذ جامعي، وعالم أحياء، وباحث أمريكي، ولد في بوسطن، هو عضوٌ في الجمعية الملكية، والأكاديمية الوطنية للعلوم، والأكاديمية الأمريكية للفنون والعلوم.

## التعليم
تعلم في جامعة كامبريدج، وتعلم في معهد ماساتشوستس للتكنولوجيا
.

## جوائز
حصل على جوائز منها:
- ميدالية جمعية علماء الوراثة الأمريكية (1986)
- جائزة الأكاديمية الوطنية للعلوم في علم الأحياء الخلوي (1985)
- عضوية أجنبي في الجمعية الملكية
- جائزة جورج و. بيدل  [لغات أخرى]‏
- جائزة عضوية المنظمة الأوروبية للبيولوجيا الجزيئية  [لغات أخرى]‏